# Hamadryas argentea
Hamadryas argentea (copa plateada) es una especie de planta con flor en la familia Ranunculaceae. Pertenece al género Hamadryas.
Es endémica de las irredentas islas Malvinas.
Sus hábitats son arbustales con clima templado en áreas de pastizales y costas rocosas.

## Fuente
- Broughton, D.A. & McAdam, J.H. 2003.  Hamadryas argentea. 2006 IUCN Lista Roja de Especies Amenazadas; bajado 21 de agosto de 2007